# ساندز بوينت (نيويورك)
ساندز بوينت (بالإنجليزية: Sands Point, New York)‏ هي قرية تقع في الولايات المتحدة في مقاطعة ناسو، نيويورك. يقدر عدد سكانها بـ 2,786 نسمة ومساحتها 14.6 كم2 وترتفع عن سطح البحر 13 متر.

## التركيبة السكانية
حدّد مكتب تعداد الولايات المتحدة بيانات التركيبة السكانية لساندز بوينت في تعداد الولايات المتحدة. في ما يلي، التركيبة السكانية حسب تعدادي 2000 و2010.

### تعداد عام 2000
بلغ عدد سكان ساندز بوينت 2,786 نسمة بحسب تعداد عام 2000، وبلغ عدد الأسر 878 أسرة وعدد العائلات 783 عائلة مقيمة في القرية. في حين سجلت الكثافة السكانية 192.1 نسمة لكل كيلومتر مربع (497.5/ميل2). وبلغ عدد الوحدات السكنية 902 وحدة بمتوسط كثافة قدره 62.2 لكل كيلومتر مربع (161.1/ميل2).
وتوزع التركيب العرقي للقرية بنسبة 88.33% من البيض و1.62% من الأمريكيين الأفارقة و8.26% من الأمريكيين ذوي الأصول الآسيوية و1.26% من الأعراق الأخرى و0.54% من عرقين مختلطين أو أكثر و3.91% من الهسبانيون أو اللاتينيون من أي عرق.
بلغ عدد الأسر 878 أسرة كانت نسبة 42.1% منها لديها أطفال تحت سن الثامنة عشر تعيش معهم، وبلغت نسبة الأزواج القاطنين مع بعضهم البعض 82.3% من أصل المجموع الكلي للأسر، ونسبة 4.7% من الأسر كان لديها معيلات من الإناث دون وجود شريك، بينما كانت نسبة 2.2% من الأسر لديها معيلون من الذكور دون وجود شريكة وكانت نسبة 10.8% من غير العائلات. تألفت نسبة 8.7% من أصل جميع الأسر من عدة أفراد يعيشون في نفس المنزل ونسبة 4.8% كانت تتألف من شخص يعيش بمفرده يبلغ من العمر 65 عاماً أو أكثر. وبلغ متوسط حجم الأسرة المعيشية 3.12، أما متوسط حجم العائلات فبلغ 3.22.
بلغ العمر الوسطي للسكان 42.4 عاماً. وكانت نسبة 27.2% من القاطنين تحت سن الثامنة عشر، وكانت نسبة 4.1% بين الثامنة عشر والرابعة والعشرين عاماً، ونسبة 22.3% كانت واقعةً في الفئة العمرية ما بين الخامسة والعشرين والرابعة والأربعين عاماً، ونسبة 29.3% كانت ما بين الخامسة والأربعين والرابعة والستين، ونسبة 15.4% كانت ضمن فئة الخامسة والستين عاماً فما فوق. يوجد لكل 100 أنثى 93.2 ذكر، ويوجد لكل 100 أنثى في الثامنة عشر من عمرها فما فوق 87.3 ذكر.
بلغ متوسط دخل الأسرة في القرية 200,001 دولارًا، أما متوسط دخل العائلة فبلغ 200,001 دولارًا. وكان متوسط دخل الذكور 100,001 دولارًا مقابل 60,938 دولارًا للإناث. وسجل دخل الفرد الخاص بالقرية 95,647 دولارًا. وكانت نسبة 2.1% من العائلات ونسبة 3.1% من السكان تحت خط الفقر، وكان من هؤلاء نسبة 2.2% تحت سن الثامنة عشر ونسبة 3.6% في الخامسة والستين من العمر وما فوق.

## معرض صور

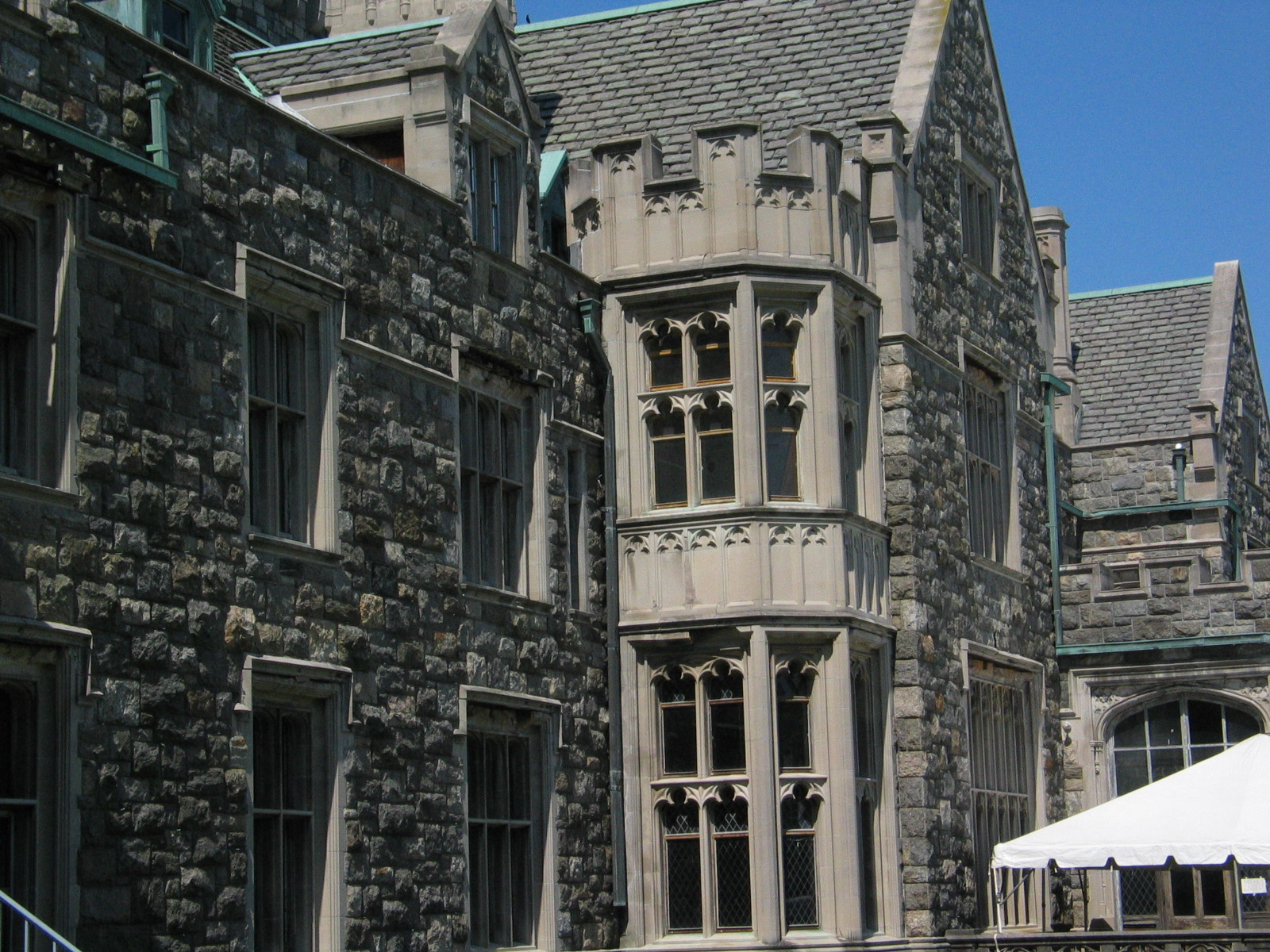
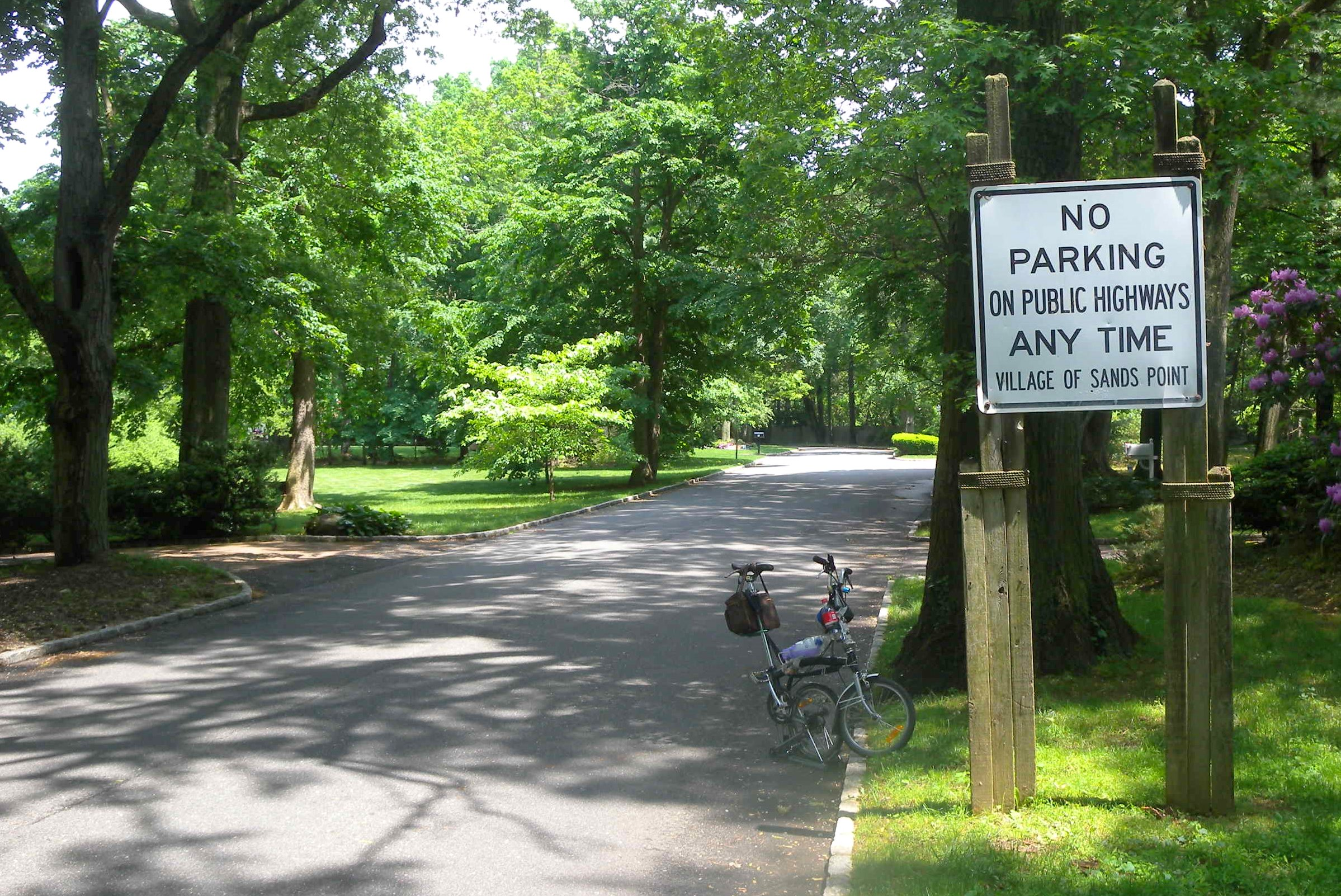
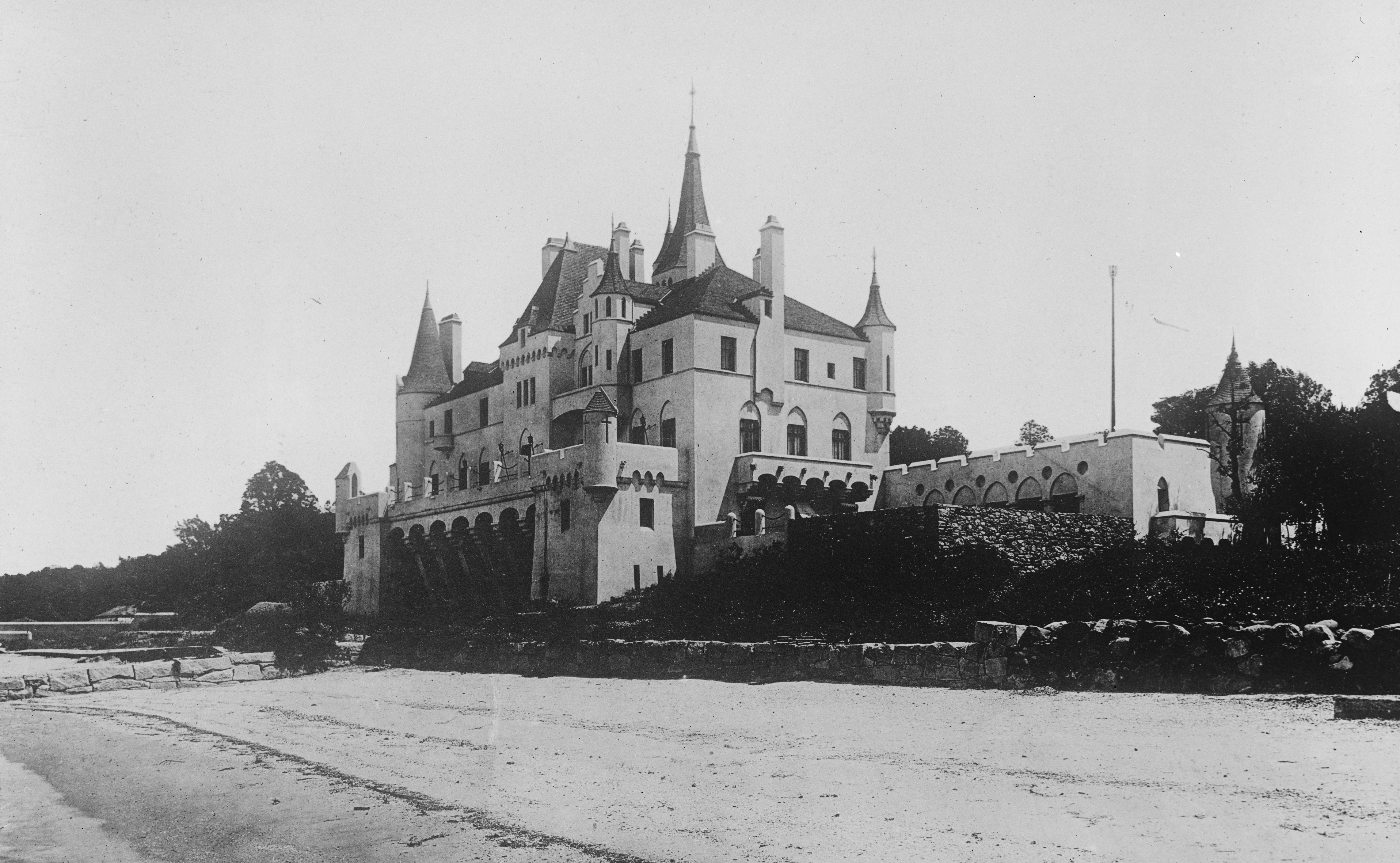
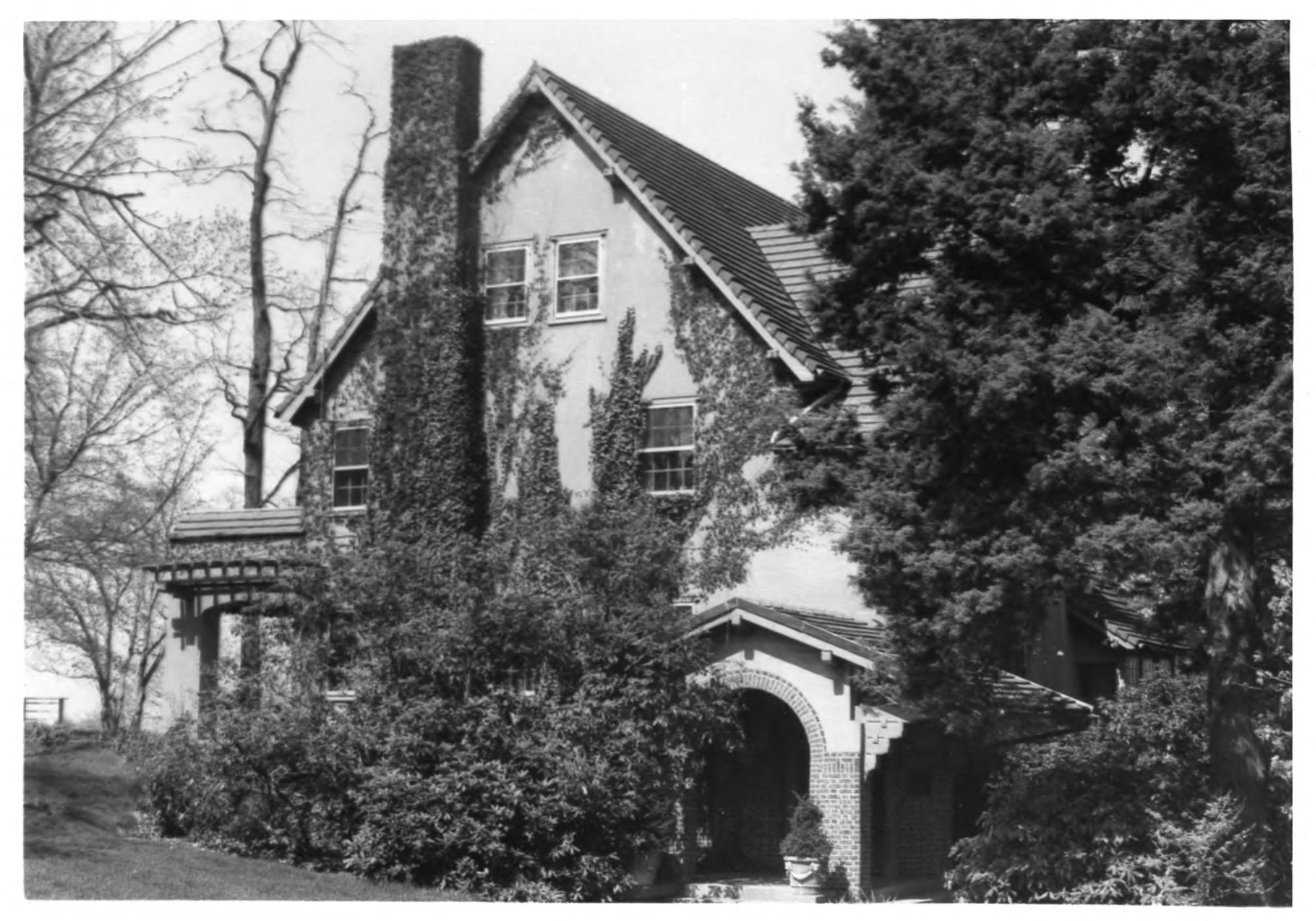
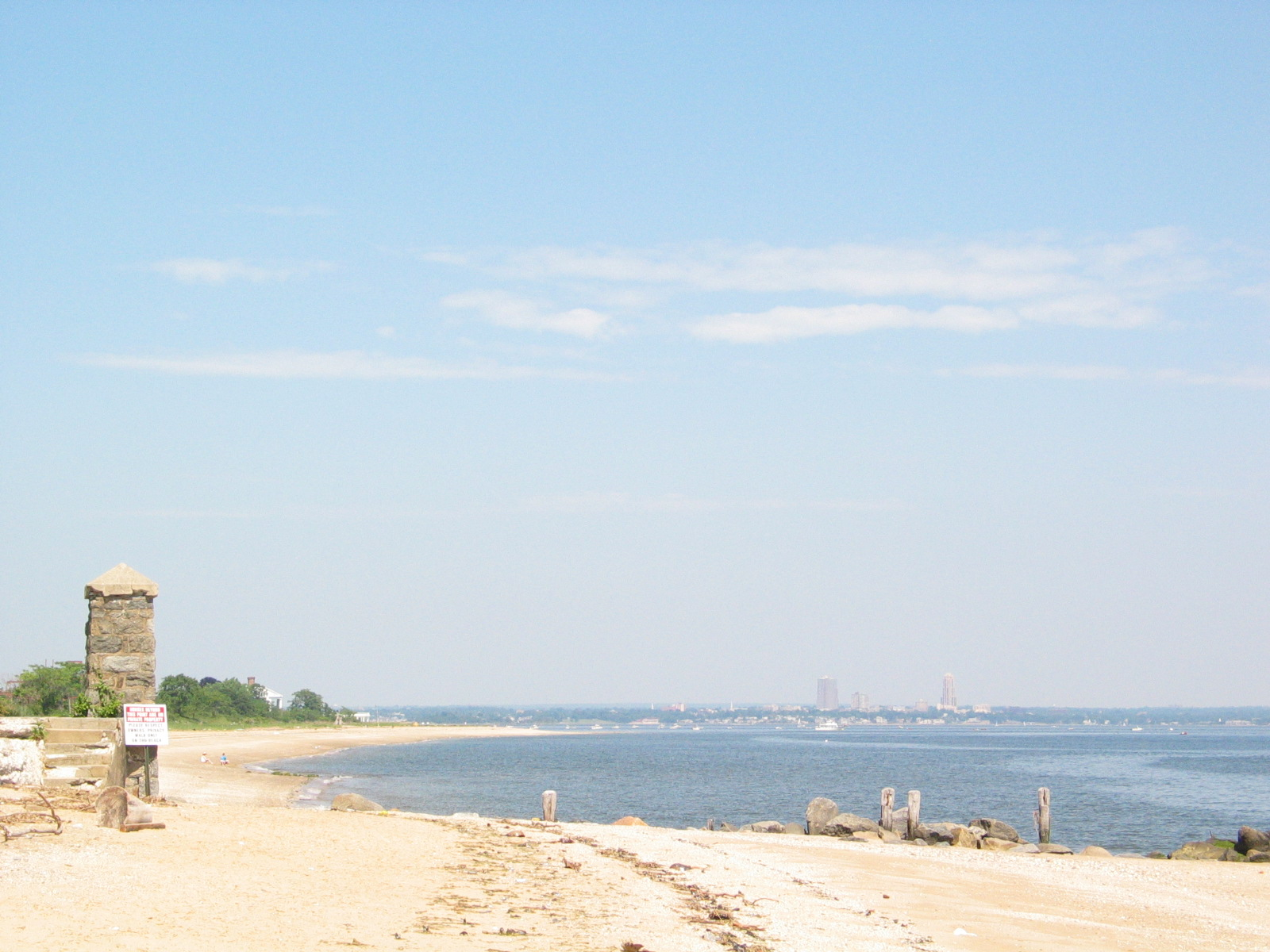

### تعداد عام 2010
بلغ عدد سكان ساندز بوينت 2,675 نسمة بحسب تعداد عام 2010، وبلغ عدد الأسر 872 أسرة وعدد العائلات 762 عائلة مقيمة في القرية. في حين سجلت الكثافة السكانية 184.5 نسمة لكل كيلومتر مربع (477.9/ميل2). وبلغ عدد الوحدات السكنية 934 وحدة بمتوسط كثافة قدره 64.4 لكل كيلومتر مربع (166.8/ميل2).
وتوزع التركيب العرقي للقرية بنسبة 88.64% من البيض و0.82% من الأمريكيين الأفارقة و8.19% من الأمريكيين ذوي الأصول الآسيوية و0.04% من سكان جزر المحيط الهادئ و0.97% من الأعراق الأخرى و1.35% من عرقين مختلطين أو أكثر و4.67% من الهسبانيون أو اللاتينيون من أي عرق.
بلغ عدد الأسر 872 أسرة كانت نسبة 39.8% منها لديها أطفال تحت سن الثامنة عشر تعيش معهم، وبلغت نسبة الأزواج القاطنين مع بعضهم البعض 80.6% من أصل المجموع الكلي للأسر، ونسبة 4.1% من الأسر كان لديها معيلات من الإناث دون وجود شريك، بينما كانت نسبة 2.6% من الأسر لديها معيلون من الذكور دون وجود شريكة وكانت نسبة 12.6% من غير العائلات. تألفت نسبة 10.4% من أصل جميع الأسر من عدة أفراد يعيشون في نفس المنزل ونسبة 7.1% كانت تتألف من شخص يعيش بمفرده يبلغ من العمر 65 عاماً أو أكثر. وبلغ متوسط حجم الأسرة المعيشية 3.03، أما متوسط حجم العائلات فبلغ 3.21.
بلغ العمر الوسطي للسكان 46.5 عاماً. وكانت نسبة 26.4% من القاطنين تحت سن الثامنة عشر، وكانت نسبة 5.6% بين الثامنة عشر والرابعة والعشرين عاماً، ونسبة 15.4% كانت واقعةً في الفئة العمرية ما بين الخامسة والعشرين والرابعة والأربعين عاماً، ونسبة 34% كانت ما بين الخامسة والأربعين والرابعة والستين، ونسبة 18.7% كانت ضمن فئة الخامسة والستين عاماً فما فوق. وتوزع التركيب الجنسي للسكان بنسبة 48.9% ذكور و51.1% إناث.